# Lepidocyrtus curvicollis
Lepidocyrtus curvicollis är en urinsektsart som beskrevs av Bourlet 1839. Lepidocyrtus curvicollis ingår i släktet Lepidocyrtus och familjen brokhoppstjärtar. Arten är reproducerande i Sverige. Inga underarter finns listade i Catalogue of Life.